# Mobil Economy Run

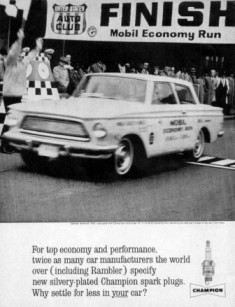
Una pubblicità del 1962 delle candele Champion mostra la vettura vincitrice della Mobil Economy Run americana di quell'anno, la Rambler American.

La Mobil Economy Run è stata un evento automobilistico organizzato dalla Mobil Oil in diversi paesi tra gli anni '30 e gli anni '80. La versione originale, quella statunitense, si svolse dal 1936 al 1968 (con l'eccezione del periodo bellico). Si trattava di una gara di regolarità che premiava le vetture che si dimostravano più efficienti dal punto di vista dei consumi di carburante.

## Stati Uniti
Sponsorizzata dalla Mobil, negli USA la gara veniva svolta a cura dello United States Auto Club (USAC), mentre i piloti erano solitamente forniti dalle varie case automobilistiche. Per evitare modifiche e scorrettezze, le vetture venivano acquistate presso le concessionarie e controllate, dopodiché cofano e telaio venivano sigillati per impedirne l'accesso da parte dei concorrenti. Il serbatoio originale veniva scollegato, in modo che si potesse misurare accuratamente il consumo utilizzando uno speciale serbatoio montato nel bagagliaio. A bordo di ogni vettura erano inoltre presenti dei giudici USAC per prevenire eventuali infrazioni al regolamento o al codice della strada.
L'evento diventò, in pratica, un'agguerrita competizione tra i diversi costruttori di automobili, con ampi risvolti a livello di marketing. Dal 1957 anche le donne furono ammesse a partecipare.
Data la varietà di veicoli in gara, esistevano otto differenti classi basate su passo, motore, dimensioni e prezzo. Dal 1959 cambiò il criterio di classificazione, andando a favorire le auto compact a scapito di quelle più grandi e pesanti.
L'edizione del 1959, che prevedeva un viaggio da Los Angeles a Kansas City, fu infatti vinta da una Rambler American, con un consumo medio di 25,29 miglia per gallone americano, seguita da una Rambler Six con 22,96 miglia/gallone.
L'efficienza dei modelli compatti Rambler, prodotti dalla American Motors, era tale che si arrivò alla loro esclusione dalla competizione principale, piazzando queste vetture e i modelli Studebaker in una categoria a parte. Ciò era dovuto anche alle forti pressioni dei tre principali costruttori americani, General Motors, Ford e Chrysler, che non avevano all'epoca modelli sufficientemente competitivi in termini di efficienza dei consumi.
In ogni caso, i vari produttori cercavano di preparare le proprie auto per ricavarne le massime prestazioni; era una pratica comune, ad esempio, utilizzare olio motore leggero durante il periodo di rodaggio (consentito fino a 2.400 km), che migliorava l'efficienza del motore.
Nel corso degli anni, la Mobil sponsorizzò negli USA numerose Mobil Economy Run per varie classi di automobili o per conto di diverse associazioni automobilistiche. Nel 1963, ad esempio, un test giornaliero tra Los Angeles e il Grand Canyon si trasformò in una gara endurance di 6 giorni tra Los Angeles e New York, sempre organizzata dall'USAC.
L'ultima edizione iniziò il 2 aprile 1968 ad Anaheim, ma il 5 aprile, a Indianapolis, venne interrotta a causa delle proteste causate dalla morte di Martin Luther King il giorno precedente. Nel dicembre dello stesso anno, il vicepresidente marketing della Mobil per il Nord America, Richard F. Tucker, annunciò la definitiva cancellazione dell'evento, citando "il cambiamento dei modelli pubblicitari e dell'enfasi sulle prestazioni automobilistiche come fattori principali che influenzano la decisione" di acquisto.

## Italia
In Italia la competizione iniziò nel 1959, e durò almeno fino al 1985. Mentre nei primi anni la corsa era aperta a diversi costruttori automobilistici, dal 1969 venne organizzata in collaborazione con la Fiat, che fece dell'evento una vetrina per i modelli del proprio gruppo (come 126, 127, 131, Panda, Ritmo e le Autobianchi A112 e Y10).
A partecipare alla gara erano soprattutto giornalisti di settore provenienti da tutta Europa, ma anche piloti professionisti come Piero Taruffi, vincitore delle edizioni 1968 e 1977 e assiduo frequentatore della Economy Run. Tra le località toccate dalla competizione Bari (1959), Monza (1959, 1970), Vallelunga (1969, 1971), Capocaccia (1972), Selva di Fasano (1973), l'Argentario (1974), la Calabria (1976, 1977), la Sardegna (1977), la Sicilia (1977), l'Umbria (1979) e altre.
Anche in Italia, come negli USA, nel corso degli anni si svilupparono severi controlli sul rispetto del regolamento, affidati alla Polizia Locale e a sistemi elettronici.
Nel 1977 Mobil e Fiat organizzarono inoltre il Mobil Diesel Economy Run, per conto della Società Autostrade, per valutare i consumi dell'autocarro Fiat 170. L'evento fu organizzato sul tratto Bologna-Bari-Bologna su autostrada e su strada statale; i risultati dimostrarono che il costo del pedaggio autostradale "viene ampiamente ripagato dal minor tempo impiegato e dal minor logorio del motore" rispetto al corrispondente viaggio su strade normali.
Nel 1985 la corsa, in precedenza nota anche come Mobil Fiat Economy Run, assunse la denominazione di Lancia Mobil Economy Run.
Abbandonata a metà anni '80 (la Mobil avrebbe ceduto la rete italiana alla Q8 alla fine del decennio), questa formula di competizione fu temporaneamente riproposta nel 1995 dalla Honda con il nome di Eco-Trophy; la Mobil Economy Run fu anche di ispirazione per un altro evento motoristico di regolarità, il Rally della Stampa ideato da Ercole Spallanzani.

## Regno Unito
La Mobil entrò nel mercato britannico della distribuzione di carburante nel 1952, come Mobilgas, e decise di riproporre il format americano della Economy Run annuale. Negli anni '70 l'organizzazione dell'evento passò alla Total, che però decise di interromperlo dopo pochi anni.

## Francia
La competizione era presente anche in Francia, almeno fino alla fine degli anni '70. Assieme a quella italiana era, nel corso del decennio, l'ultima superstite delle versioni europee della corsa. La 14ª e la 15ª edizione, svoltesi nel 1969 e 1970 a Le Mans e Marsiglia, furono vinte dalla Fiat 850 Coupé.

## Australia
In Australia la Mobilgas Economy Run si tenne in diversi anni, tra cui 1955, 1956, 1958, 1959, 1960 (5ª edizione), 1961, e, come Mobil Economy Run, 1962, 1963, 1964, e 1966 (10ª edizione).

## Altri media
- La Mobil Economy Run è citata nel libro Balloons are Available di Jordan Crittenden. Nel romanzo, un personaggio viene colpito da un'automobile durante l'evento. Un estratto recita: "È stato terribile. [...] L'autista non poteva fermarsi perché stava gareggiando alla Mobilgas Economy Run"[35].